# ぜひもの
『ぜひもの』は、BS朝日で2008年10月4日から毎週放送されているエンタテインメント情報番組。

## 内容
番組宣伝や映画予告編、出演者インタビューなどVTRを中心とした構成で旬のエンターテインメント情報を紹介する。

## 放送日時
現在
- 金曜日 17:00 - 17:25（2010年10月8日 - 9月30日）
- 日曜日 12:30 - 12:55（2010年10月10日 - 10月9日、再放送）

過去
- 土曜日 12:30 - 12:55（2008年10月4日 - 2010年10月2日）

## 出演
ナビゲーター
- 矢吹春奈（2008年10月 - 2009年3月）
- 鎌田奈津美（2009年4月 - 2011年10月）

- ナレーター：山田ヒロ

## スタッフ
- 取材：NON BASIC
- 編集：山下逸樹、林大介
- MA：新田義武
- ディレクター：松本俊輔（NON BASIC）、山本美津穂
- プロデューサー：杉田仁
- 制作著作：BS朝日